# Gorskokarabaški dram
 Ovo je članak o gorskokarabaškoj valuti. Za druga značenja pogledajte armenski dram.
Gorskokarabaški dram bila je valuta koja se koristila u bivšoj nepriznatoj državi Gorskom Karabahu, separatističkoj oblasti Azerbajdžana pod nadzorom Armenije. S obzirom na to da Gorski Karabah nije bila međunarodno priznata država, ni njena valuta nije imala međunarodni ISO 4217-kod, niti se mogla koristiti izvan Gorskog Karabaha.
Paralelno uz gorskokarabaški dram, u Gorskom Karabahu se koristio armenski dram kao glavna valuta te je gorskokarabaški dram bio vezan uz armenski dram u omjeru 1:1.
Papirne novčanice su izdane u apoenima od 2 i 10 drama, a kovani novac u apoenima od 1 i 5 drama.